# Claire Danes
Claire Catherine Danes, född 12 april 1979 i New York i New York, är en amerikansk skådespelare. Hon har belönats med fyra Golden Globe-utmärkelser och tre Emmys.

## Biografi

### Uppväxt
Claire Danes växte upp i SoHo på Manhattan i New York. Hennes mor (född 1945) har arbetat som barnskötare och blev senare hennes impressario. Hennes far (född 1944) har arbetat som datakonsult och fotograf och hennes farfar var dekanus vid Yale University.. Hennes bror Asa är advokat.
Danes gick i high school vid Dalton School i New York och studerade sedan vid New York City Lab School for Collaborative Studies samt vid Professional Performing Arts School. Med början 1998 studerade hon litteratur i två år vid Yale.
Danes började med dans vid sex års ålder och gick en teaterkurs vid The Lee Strasberg Theatre Institute när hon var nio år gammal. Hon fick småroller vid olika teaterföreställningar i New York, och 1990 gjorde hon sin filmdebut när hon spelade ett misshandlat barn i kortfilmen Dreams of Love. Hon fick också en gästroll i den tredje säsongen av TV-serien I lagens namn.

### Karriär
Danes tackade nej till en roll i Steven Spielbergs Schindler's List men lyckades istället få huvudrollen i dramaserien Mitt så kallade liv. TV-serien blev ingen framgång utan lades ned efter 19 avsnitt, men Danes insats uppmärksammades och gav henne en Golden Globe och hon nominerades också till en Emmy Award. Hennes första större filmroll fick hon tack vare Winona Ryder i långfilmen Unga kvinnor. Danes flyttade till Los Angeles 1994 och deltog tillsammans med Ryder i inspelningen av långfilmen Hur man gör ett amerikanskt lapptäcke.
Danes nästa stora roll kom 1996 när hon spelade den kvinnliga huvudrollen i Baz Luhrmanns Romeo & Julia. Rollen gav henne flera priser, bland annat som Bästa kvinnliga skådespelare vid MTV Movie Awards 1997. Danes tackade dock nej till den kvinnliga huvudrollen och möjligheten att på nytt spela mot Leonardo DiCaprio i långfilmen Titanic. Under resten av 1990-talet hade hon tillfälle att spela mot kända skådespelare som Sean Penn, Nick Nolte, Matt Damon och Uma Thurman i filmer som U-turn, Regnmakaren och Les Misérables.
Danes tog därefter paus från filmandet under några år men återvände 2001 med inspelningen av Igby Goes Down där hon spelade mot Susan Sarandon. Hon medverkade också i Timmarna där hon spelade mot Meryl Streep och Nicole Kidman. Hon hade också en mindre roll i Terminator 3: Rise of the Machines som John Connors flickvän Kate.
2004 spelade hon mot sin fästman Billy Crudup i Stage Beauty som handlar om påkläderskan Maria som orsakar stor uppståndelse när hon som kvinna spelar en kvinnlig roll på teatern. Hon fick också bra kritik för sin huvudroll i Shopgirl, en långfilm med manus av Steve Martin.
I oktober 2007 gjorde hon sin debut på Broadway när hon spelade Eliza Doolittle i Pygmalion.
Från 2011 till 2020 spelade hon en av huvudrollerna, en CIA-agent, i TV-serien Homeland. 2011 och 2013 belönades hon med Golden Globes och 2012 och 2013 fick hon Emmy Awards för bästa skådespelare för sin insats i serien. Danes har sammanlagt nominerats till fyra Golden Globes och vunnit samtliga. Tidigare priser har hon fått för Mitt så kallade liv (1995) och Temple Grandin (2010).

### Privatliv
Claire Danes hade under sex år ett förhållande med den australiske sångaren Ben Lee, ett förhållande som avslutades 2003. 2004 inledde hon ett förhållande med skådespelaren Billy Crudup som tog slut 2006. Hon är sedan 2009 gift med den brittiske skådespelaren Hugh Dancy. Paret har tre barn tillsammans.

## Filmografi i urval
- 1990 – Dreams of Love (kortfilm)
- 1990 – I lagens namn (TV-serie) (avsnittet "Skin Deep")
- 1994 – Unga kvinnor
- 1994–1995 – Mitt så kallade liv (TV-serie) (19 avsnitt)
- 1995 – Hur man gör ett amerikanskt lapptäcke
- 1996 – Älskar, älskar inte
- 1996 – Till Gillian på hennes 37-års dag
- 1996 – Romeo & Julia
- 1997 – Prinsessan Mononoke (röst)
- 1997 – U-turn
- 1997 – Regnmakaren
- 1998 – Polish Wedding - pickles, oskulder och bröllop
- 1998 – Les Misérables
- 1999 – The Mod Squad
- 1999 – Brokedown Palace
- 2002 – Igby Goes Down
- 2002 – Timmarna
- 2003 – It's All About Love
- 2003 – Terminator 3: Rise of the Machines
- 2004 – Stage Beauty
- 2005 – Shopgirl
- 2005 – Välkommen till familjen
- 2007 – Evening
- 2007 – The Flock
- 2007 – Stardust
- 2008 – Me and Orson Welles
- 2010 – Temple Grandin (TV-film)
- 2011–2020 – Homeland (TV-serie)
- 2022 – Fleishman Is in Trouble (TV-serie)